# Carouge

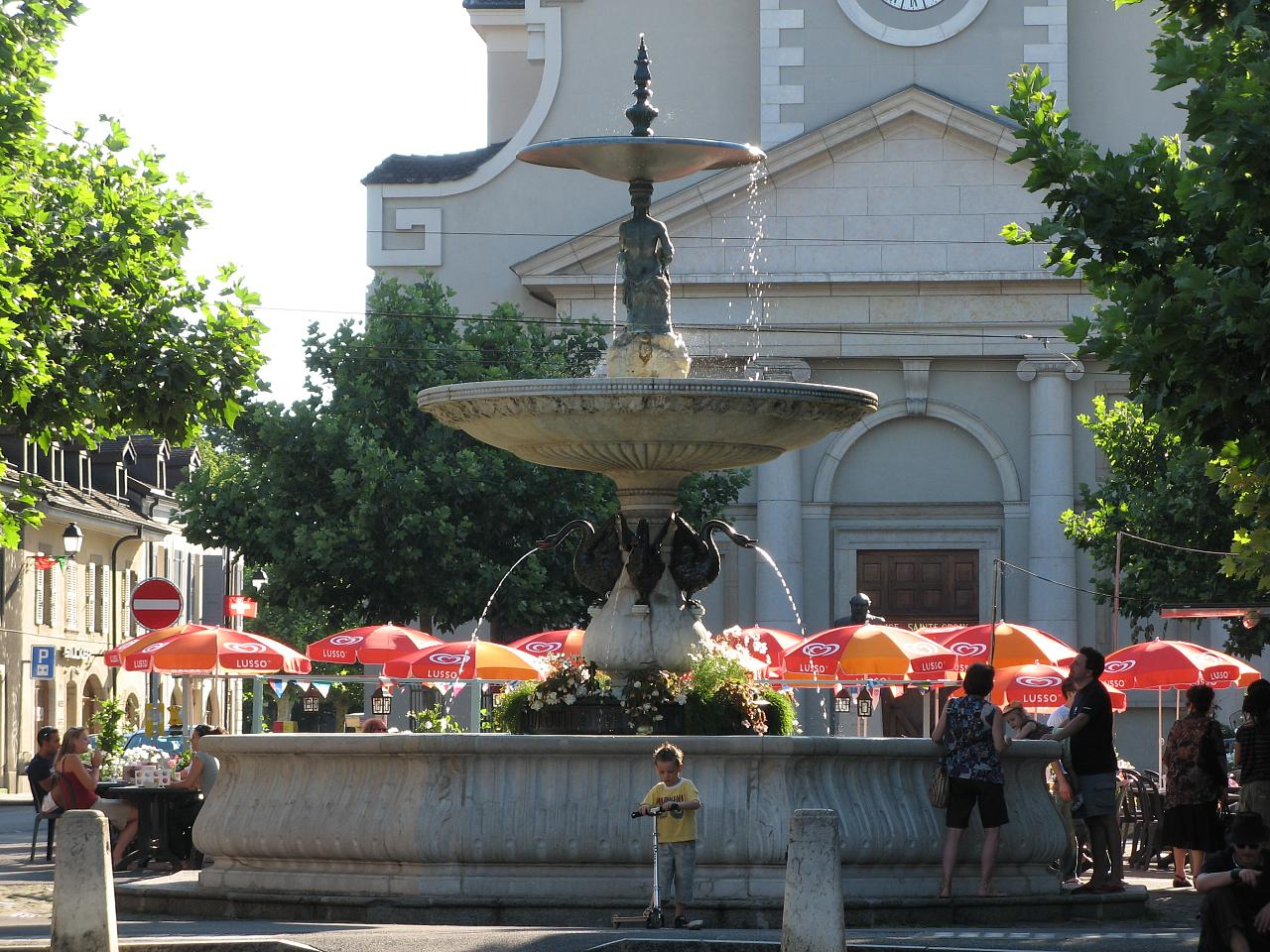
Carouge marketplace

Carouge là một đô thị thuộc bang Genève, Thụy Sĩ, diện tích là 2,65  km², dân số năm 2007 là 19,114 người.
Đô thị này được lập bởi Victor Amadeus III của Sardinia, vua của Sardinia và Công tước của Savoy vào ngày 31 tháng 1 năm 1786.